# Eva Ingersoll
Eva Ingersoll Brown (22 de setembre del 1863 – 28 d'agost del 1928) fou una lliurepensadora, activista social i política, feminista, sufragista i fundadora i presidenta de la Child Welfare League of America.

## Biografia
Eva nasqué al 1863 a Groveland (Illinois), filla major d'Eva Amelia Parker i Robert G. Ingersoll, cèlebre advocat i orador reconegut per la seua defensa de l'agnosticisme. Eva fou, amb els seus pares i la seua germana, Maud Ingersoll, defensora del pensament agnòstic.
Quan la família es traslladà a Washington, DC, Eva rebé educació en música, art, alemany, francés i italià. Eva era soprano.
Destacà entre els humanistes de Nova York per la seua tasca social, com a fundadora i presidenta de la Child Welfare League of America i integrant de la Lliga de Consumidors, de la Women's Trade Union League, el Comité Nacional sobre el Treball Infantil, la Societat de Prevenció de la Crueltat contra els Animals (SPCA), la National Association for the Advancement of Colored People i altres associacions civils.
El 1889, es casà amb Walston Hill Brown, constructor de carreteres i també agnòstic, i tingueren dos fills que van continuar el seu llegat.
Va morir el 28 d'agost del 1928 a l'edat de 65 anys.